# Câmpuri
Câmpuri é uma cidade localizada no distrito de Vrancea, na região da Moldávia (Romênia).
Câmpori é formada pela união de cinco vilarejos: Câmpuri, Feteşti, Gura Văii, Rotileştii Mari e Rotileştii Mici. Até 2002, sua população era de 2.272 habitantes.